# دنیسووا ۱۱
دنیسووا ۱۱ (انگلیسی: Denny)، یک نمونه فسیل ۹۰۰۰۰ ساله متعلق به یک دختر دورگه ۱۳ ساله نئاندرتال-انسان‌تبار دنیسووا است.
تا به امروز، او تنها دورگه انسانی نسل اول است که تاکنون کشف شده است. بقایای «دنی» شامل یک قطعه فسیل شده از یک استخوان بلند است که در میان بیش از ۲۰۰۰ قطعه غیرقابل شناسایی بصری کشف شده در غار دنیسووا در رشته‌کوه آلتای، روسیه در سال ۲۰۱۲ کشف شد.